# 타나카 리에 (성우)
타나카 리에(일본어: 田中 理恵, 1979년 1월 3일 ~ )는 일본의 성우이자 가수이다. 홋카이도 삿포로시 미나미구 출신이다. 소속사는 리트리트이다.

## 출연작
※굵은 글씨는 주역・메인캐릭터.

### TV 애니메이션
1999년
- 강철천사 쿠루미 (사키)
- 듀얼! 파라레룬룬 이야기 (사나다 미츠키)

2000년
- 그래비테이션 (우사미 아야카)
- 명탐정 코난 (노다 유메미)

2001년
- 천사의 꼬리 (금붕어 란)
- 강철천사 쿠루미 2식 (사키 2식)
- 화우경 메이드대 (마리엘)

2002년
- 기동전사 건담 SEED (라크스 클라인)
- 아즈망가 대왕 (미즈하라 코요미)
- 원반황녀 왈큐레 (사나다)
- 쵸비츠 (치이/엘다, 프레이야)
- .hack//SIGN (모르가나)

2003년
- 우주의 스텔비아 (카야마 아키라)
- 천사의 꼬리 Chu! (금붕어 란)
- 풀 메탈 패닉? 후못후 (미키하라 렌)
- 원반황녀 왈큐레 12월의 야상곡 (사나다)

2004년
- 기동전사 건담 SEED DESTINY (라크스 클라인, 미아 캠벨)
- 폭렬천사 (세이)
- 화우경 메이드대 La Verite (마리엘)
- 로젠 메이든 (스이긴토)

2005년
- 지옥소녀 (사와이 아카네)
- 두사람은 프리큐어 Max Heart (쿠조 히카리/샤이니 루미너스)
- 마이 오토메 (토모에 마르그리트, 피아 그로스)
- 로젠 메이든 트로이멘트 (스이긴토)

2006년
- 에어 기어 (시무카)
- 더 서드 ~푸른 눈동자의 소녀~ (피라 마릭)
- 주광의 스트레인 (이자벨라, 메리)
- 창천의 권 (소피)
- 워킹맨 (마츠가타 히로코)
- 레드 가든 (루라)
- 서쪽의 착한마녀 (레안드라 체바이어트/레인 수녀)
- 가정교사 히트맨 리본 (비앙키)
- 로젠 메이든 오베르튜레(스이긴토)

2007년
- 키미키스 pure rouge (후타미 에리코)
- 하야테처럼! (마리아)

2008년
- 노을빛으로 물드는 언덕 (시이나 미츠키)
- 토라도라! (코이가쿠보 유리)
- 네가 주인이고 집사가 나 (쿠키 아게하)
- 스트라이크 위치즈 (미나 디트린데 뷜케)
- 마크로스 프론티어 (모니카 랭)
- 도서관 전쟁 (오리구치 마키)

2009년
- 첫사랑 한정 (야마모토 미사키)
- 아수라 크라잉 (쿠로사키 주리)
- 우주를 달리는 소녀 (크산티페)
- 티어즈 투 티아라 (옥타비아)
- CANAAN (량 치이)
- 하야테처럼!! (마리아)

2010년
- MM!(오니가와라 미치루)
- 침략! 오징어 소녀(아이자와 치즈루)

2012년
- 마츠모토 레이지「오즈마」(마야)

2013년
- 로젠메이든 (스이긴토)
- 우주전함야마토2199 (야마모토 레이)
- 초차원게임 넵튠 (넵튠)

### OVA
2001년
- 강철천사 쿠루미 0식 (사키)

2002년
- 사이킥 아카데미 황라만상 (오리나)

2004년
- 일격살충!! 호이호이씨 (컴배트)

2005년
- 원반황녀 왈큐레 성령절의 신부 (사나다)

2006년
- 로젠 메이든 오베르튜레 (스이긴토)
- 원반황녀 왈큐레 시간과 꿈과 은하의 연회 (사나다)

2007년
- 스트라이크 위치즈 (미나 디트린데 뷜케)

2008년
- 이브의 시간 (사미)

2009년
- 하야테처럼!! ~여름이 그리워 수영복편~ (마리아)
- 동방프로젝트 동인애니메 ~몽상하향~ (이자요이 사쿠야)

2012년
- 침략!! 오징어 소녀 (아이자와 치즈루)

### 극장판
2001년
- 아즈망가 대왕 극장판(미즈하라 코요미)

2004년
- 두사람은 프리큐어 Max Heart (쿠조 히카리/샤이니 루미너스)

2007년
- 공의 경계 제1편 부감풍경 (후죠우 키리에)

2010년
- 영화 도라에몽 노비타의 인어대해전 소피아 성우 담당

2012년
- 스트라이크 위치스 극장판 (미나 디틀린데 뷜케)

2021년
- 명탐정 코난: 비색의 부재증명 (미이케 나에코)

2022년
- 명탐정 코난: 할로윈의 신부 (미이케 나에코)

2024년
- 기동전사 건담 SEED FREEDOM (라크스 클라인)

### 게임
2002년
- 록맨 제로(시엘)

2005년
- NAMCO x CAPCOM(카이, 실피)

2006년
- 페르소나3(키리죠 미츠루)
- 그라나도에스파다 (워록 여)일본판

2007년
- 페르소나3 -FES-(키리죠 미츠루)

2008년
- 루미너스 아크2 윌(소피아)
- 네가 주인이고 집사가 나~섬김 일기~(쿠키 아게하)

2010년
- 마벨 VS 캡콤3 (모리건 앤슬랜드)
- 초차원게임 넵튠 (넵튠)

2012년
- 초차원게임 넵튠 mk2 (넵튠)

2016년
- 붕괴3rd 무라타 히메코

## 그 외
- 리에리에 신드롬 - 그동안 타나카 리에가 출연했던 작품들의 히로인들, 특히 라크스와 사나다를 볼 수 있다.